# Маттео I ди Капуа
Маттео I ди Капуа (итал. Matteo I di Capua; ок. 1568, Неаполь — 29 апреля 1607, там же) — 2-й князь ди Конка, гранд Испании, великий адмирал Неаполитанского королевства. 6-й граф де Палена, барон ди Галуччо, синьор ди Летто, ди Лама и ди Морроне.

## Биография
Сын Джулио Чезаре I ди Капуа, князя ди Конка, и Лукреции Филомарино. Принадлежал к одной из знатнейших семей Неаполитанского королевства, получил хорошее образование под руководством Серторио Пепи, преподававшего гуманитарные науки, и врача Джован Паоло Вернальоне, обучавшего наукам естественным.
В 1591 году унаследовал от отца владения с годовым доходом в 60 000 дукатов, став, возможно, самым богатым из неаполитанских аристократов. Заказал роскошное убранство для своего дворца, украсив интерьеры картинами Рафаэля, Тициана, Микеланджело и Себастьяно дель Пьомбо. Дом князя стал интеллектуальным и культурным центром для неаполитанской знати.
Был одним из покровителей Торквато Тассо, которому оказывал финансовую помощь и предоставил несколько комнат в своем дворце. В марте 1592 поэт восславил в стихах рождение первенца князя — Джулио Чезаре II. Однако ко времени завершения «Освобожденного Иерусалима» отношения поэта с князем по неизвестной причине испортились, и Тассо нашёл нового покровителя в лице кардинала Альдобрандини.
В 1592 году гостем приёмов во дворце князя стал популярный поэт-маньерист Джован Баттиста Марино, во второй половине 1596 года занявший должность его секретаря.
В 1595 году архитектор княжеского дворца Колантонио Стильола был арестован за опасные рассуждения о вере, - по доносу советника инквизиционного трибунала Неаполя Клаудио Мильярези. В августе князь дал против арестованного показания, способствовав его осуждению за ересь. Предположительно, сотрудничество Маттео ди Капуа с инквизицией объяснялось страхом попасть под обвинение в связи с причастностью к эзотерическим практикам, широко распространившимся в аристократических кругах Неаполя.
В 1597 году ди Капуа стал великим адмиралом Неаполитанского королевства. В мае того же года вышеупомянутый Марино был арестован по двум обвинениям — в содомии и насилии над девушкой. Благодаря заступничеству князя, через месяц поэт был отпущен. Через два года Марино снова был арестован, и князь прекратил с ним отношения.
Непомерные траты на роскошь постепенно подрывали состояние князя. Связь с Джованной Пиньоне, женой аристократа Джованни Пиньятелли, имела печальный исход: братья мужа отравили изменницу, а сам Пиньятелли устроил 13 марта 1604 покушение на князя, но аркебузир промахнулся, убив одного из слуг.
В 1605 году Филипп III пожаловал князя в рыцари ордена Золотого руна.
Весной 1607 года, находясь в Вико-Экуэнсе, князь почувствовал недомогание, был перевезён в Неаполь, где умер 29 апреля.

### Семья
Жена (1589): Хуана де Суньига (ум. 10.03.1603), дочь Педро де Суньиги, графа де Миранда, и Хуаны Пачеко де Кабреры, родственница вице-короля Неаполя Хуана де Суньиги, присутствовавшего на бракосочетании.
Дети:
- Мария Дротея ди Капуа (21.06.1591—4.04.1646), 5-я княгиня ди Конка. Муж 1) (6.12.1612): Джованни Баттиста ди Капуа, 2-й князь ди Косполи; 2) Антонио Орсини
- Джулио Чезаре II ди Капуа (17.03.1592—25.03.1631), 3-й князь ди Конка. Жена 1): Роберта Росси; 2) (1612): Свева д’Авалос (25.02.1594—4.07.1641), княгиня ди Джессо и ди Монтезаркьо, дочь Фердинандо д’Авалоса д’Аквино и Маргериты д’Арагона
- Мария ди Капуа. Муж (1610): Марцио II Карафа, 4-й герцог ди Маддалони (ум. 1628)
- Пьетро ди Капуа (17.07.1596 — ум. юным)
- Адемаро ди Капуа (9.07.1600—)
- Антония ди Капуа (9.03.1603—)

От связи с двоюродной сестрой Лаурой Филомарино родился бастард Аннибале, священник, которому положили годовой доход в 2000 дукатов.